# Parque Polígono San Antón
El parque Polígono San Antón es uno de los grandes parques urbanos de la ciudad española de Albacete. Se caracteriza por sus grandes y altos pinos.

## Historia
El parque Polígono San Antón se creó en 1980 en una ladera del cerro llamado Las Peñicas. 
Durante las Guerras Carlistas se levantó una fortaleza que hizo que la zona se conociese como barrio del Fortín.
Ya durante la Guerra Civil se construyó un refugio antiaéreo de 100 metros de longitud con capacidad para 990 personas que desapareció con la construcción de este parque.

## Características

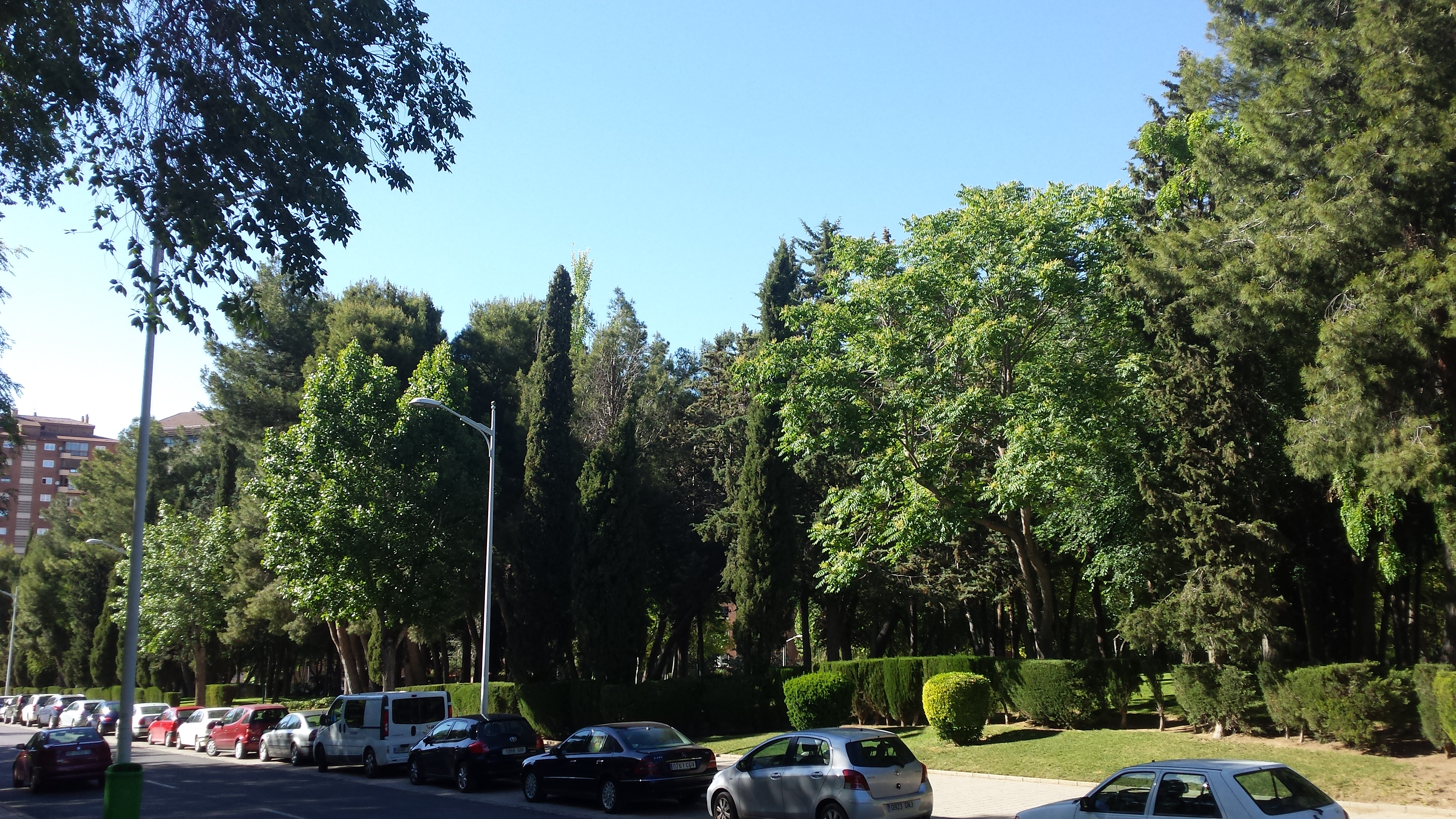
Vista del parque desde la calle del Alcalde José María de Miguel

El parque Polígono San Antón es uno de los pulmones verdes de la ciudad de Albacete. Está situado en el barrio de mismo nombre Polígono San Antón, al noreste de la ciudad, junto al parque Lineal de Albacete, del que está separado por la calle Alcalde José María de Miguel, que está flanqueada por ambos parques. 
Se caracteriza por sus grandes y altos pinos, y una amplia variedad de especies entre las que se encuentran plátanos, olmos, aligustres o chopos. Junto al parque se encuentra el Teatro Candilejas, al que se accede desde el mismo, la sede de Radiotelevisión Española en Albacete o la Comisaría del Cuerpo Nacional de Policía.